# معهد إنريكو فيرمي
معهد الدراسات النووية تأسس في سبتمبر 1945 كجزءٍ من جامعة شيكاغو حيثُ كان صموئيل كينج أليسون هو الرئيس. في 20 نوفمبر 1955 أُعيد تسميته إلى "معهد إنريكو فيرمي للدراسات النووية"، وفي يناير 1968 اختُصر الاسم إلى معهد إنريكو فيرمي (EFI).
كان الفيزيائي إنريكو فيرمي مشغولًا بشكلٍ كبير في السنوات التأسيسية للمعهد، وبناءً على طلبه تولي صموئيل أليسون المنصب كمدٍير أول للمعهد. بالإضافة إلى فيرمي وأليسون، ضمت هيئة التدريس الأولى كلً من هارولد يوري، إدوارد تيلر، جوزيف إدوارد ماير، ماريا غوبرت ماير.

## أعضاء ملحوظون
- هربرت أندرسون
- جيمس كرونين
- إنريكو فيرمي
- ريازودين
- روبرت جيروش
- جيمس هارتل
- كريج هوجان
- فهيم حسين
- ليو كادانوف
- إدوارد كولب
- إميل مارتينك
- جوزيف إدوارد ماير
- ماريا غوبرت ماير
- يويتشيرو نامبو
- مارسيل شين
- جون الكسندر سيمبسون
- إدوارد تيلر
- مايكل تيرنر
- هارولد يوري
- كارلوس فاغنر
- روبرت الد
- غريغور وينتزل

## وصلات خارجية
- الموقع الرسمي